# Dorota Pauluk
Dorota Pauluk – polska pedagożka, dr hab. nauk społecznych, adiunkt Instytutu Pedagogiki Wydziału Filozoficznego Uniwersytetu Jagiellońskiego i profesor nadzwyczajny Zakładu Pedagogiki Szkoły Wyższej i Polskiej Myśli Pedagogicznej.

## Życiorys
Uzyskała tytuł magistra w zakresie  pedagogiki i psychologii na Uniwersytecie Jagiellońskim w Krakowie, natomiast 19 września 2002 obroniła pracę doktorską Modele identyfikacji kobiety z jej rolą w społeczeństwie w podręcznikach do wychowania seksualnego, 20 kwietnia 2017 habilitowała się na podstawie pracy zatytułowanej Ukryte programy uniwersyteckiej edukacji i ich rezultaty. Doświadczenia studentów pedagogiki.
Objęła funkcję adiunkta w Instytucie Pedagogiki na Wydziale Filozoficznym Uniwersytetu Jagiellońskiego, oraz profesora nadzwyczajnego w Zakładzie Pedagogiki Szkole Wyższej i Polskiej Myśli Pedagogicznej.

## Nagrody i wyróżnienia
- 2013: Medal Komisji Edukacji Narodowej[2]
- Nagroda Rektora Uniwersytetu Jagiellońskiego za pracę nad książką Student na współczesnym uniwersytecie: ideały i codzienność (2011-2012)[2]
- Nagroda Rektora Uniwersytetu Jagiellońskiego (2016-2017)[2]
- Nagroda Rektora Uniwersytetu Jagiellońskiego (2017-2018)[2]